# Glarus Süd
Glarus Süd (Frans: Glaris Sud; Italiaans: Glarona Sud) is een gemeente in het Zwitserse kanton Glarus.
Glarus Süd telt 9.836 inwoners.

## Geschiedenis
De gemeente is op 1 januari 2011 ontstaan door de fusie van de toenmalige zelfstandige gemeenten Betschwanden, Braunwald, Elm, Engi, Haslen, Linthal, Luchsingen, Matt, Mitlödi, Rüti (GL), Schwanden (GL), Schwändi en Sool.

## Geboren
- Mathias Zopfi (1983), politicus

## Overleden
- Peter Hefti (1922-2012), jurist en politicus

Glarus Nord · Glarus · Glarus Süd
- Gemeinsame Normdatei: 1027199658
- Historisch woordenboek van Zwitserland: 050185
- MusicBrainz: 5ce6cba7-bb81-4a20-a9b7-f08e1ec3a670
- Nationale Bibliotheek van Tsjechië: ge961207
- Virtual International Authority File: 270588666